# Детская эротика в Японии
Детская эротика получила широкое распространение в Японии в 70-80-х годах XX века, когда развитие фото- и видеотехники с одной стороны и традиционное толерантное отношение к изображению обнажённого детского тела (в том числе половых органов) сделали популярным и общедоступным данный вид фото- и видеопродукции. Распространение детской эротики стало возможным благодаря особенностям законодательной базы Японии, которая с одной стороны гарантировала гражданам свободу слова, а с другой стороны считала уголовно наказуемым лишь «неприличные» материалы, при этом понятие «неприличности» никогда нигде не получало юридического толкования и основывалось сугубо на конвенциональном юридически не закреплённом представлении о «приличии», вследствие чего детская эротика могла свободно распространяться, но порнофильмы с участием несовершеннолетних уголовно преследовались.
Интерес к детской эротике подогревался запретом на демонстрацию лобковых волос у совершеннолетних моделей, который просуществовал в Японии вплоть до начала 1990-х годов: изображения детей цензуре не подвергались, поскольку влагалище до появления вторичных половых признаков воспринималось японцами не как половой орган и сексуальный объект, а лишь как орган выделения. Всё это привело к ситуации, когда изображение половых органов совершеннолетних моделей в кино и журналах сопровождалось пикселизацией, но при этом фото и видео с обнажёнными детьми цензуре не подвергались.
На пике своей популярности журналы, фотобуки и видеокассеты с детской эротикой продавались многотысячными тиражами. В сфере детской эротики на короткое время сформировалась своя индустрия айдолов, в рамках которой фотографии моделей не только публиковались в качестве фотобуков (зачастую коммерчески успешных), но и украшали рекламные объявления, телефонные карточки и т. д. К работе с несовершеннолетними моделями обращались известные японские фотографы, их работы публиковали крупные издательства. Параллельно с художественными работами известных фотографов широкое распространение приобрели издания, предоставлявшие читателям площадку для любительской фотосъёмки, которая зачастую была связана с подглядыванием и тайной съёмкой детей в школах, на спортивных площадках и в других общественных местах. Первые запреты, которые произошли в 1984 году, коснулись именно таких журналов. Полный запрет на производство и продажу детской эротики был издан в 1999 году. Запрет на хранение продукции данной категории был наложен лишь в 2014 году.

## Правовое поле Японии в начале XX века
Исторически правовая система Японии была основана на китайском праве, сформированном на конфуцианской морали. После реставрации Мэйдзи в 1868 году гражданское законодательство Японии было изменено по западным образцам, в первую очередь французскому и немецкому. После оккупации Японии США американская система общего права Соединённых Штатов повлияла на правовую систему Японии. Всё это образовало смесь общего и гражданского права с влиянием японских традиций.
Конституция, принятая в 1946 году, является основным источником права: согласно статье 97, никакой закон или правовой акт, противоречащий ей, не имеет силы. Статья 21 Конституции Японии гарантирует «ненасилие и мирное сотрудничество, соблюдение прав человека и право на самоопределение». Конституция гарантирует гражданам Японии право на свободу мысли и свободу выражения и запрещает цензуру.
Сферу криминальных правонарушений регулирует Уголовный кодекс Японии, который был принят в 1907 году и предусматривает наказание за распространение непристойных (яп. わいせつ) материалов. В соответствии со ст. 175 Уголовного кодекса запрещена публичная демонстрация непристойных изображений или предметов, а «лицо, которое публично распространяет, продает или демонстрирует непристойные письма, рисунки или другие вещи (материалы), наказывается лишением свободы с принудительным физическим трудом на срок не менее двух лет или штрафом в размере не менее 2 500 000 иен. Человек, владеющий такими материалами, с целью их продажи, подвергается такому же наказанию». Таким образом, в соответствии со ст. 175 Уголовного кодекса Японии непристойность, проявленная в любой форме, не может быть продана, предоставлена взаймы или передана общественности каким-либо образом по какой-либо причине. Кроме того, непристойный материал не может быть показан публично (одному человеку или группе лиц). Понятие «непристойность» не получило непосредственного толкования в Уголовном кодексе и постепенно уточнялось в ходе многочисленных юридических прений на протяжении всего XX века. Тот же Уголовный кодекс определял возраст согласия в 13 лет. Это положение сохранилось вплоть до конца XX века, и по состоянию на 1997 год японцы могли водить машину с 18 лет, голосовать на выборах — только с 20, однако вступать в половые отношения разрешалось с 13 лет.
Закон о таможенном тарифе 1910 года (ст. 21, ч. 1, № 3) давал главному таможенному инспектору право запрещать ввоз «книг, картин, резных фигурок и других предметы, нарушающие общественный порядок и хорошие нравы».
В 1947 году был принят Закон о защите детей, который определял «детей» как «лиц, не достигших 18 лет», при этом возраст сексуального согласия в Японии составлял 13 лет, а возраст совершеннолетия 20 лет. Закон регулировал защиту прав детей на содержание, образование, но при этом не предусматривал защиту от сексуального насилия и эксплуатации в производстве порнографического материала.

## История

### 1969—1979: зарождение
Первый фотобук с обнажённой несовершеннолетней девушкой появился в Японии в 1969 году, когда фотограф Кадзуо Кэммоти (яп. 剣持加津夫) выпустил фотобук «Нимфетка: 12-летняя легенда» (яп. ニンフェット 12歳の神話) с 12-летней моделью Таэ Умэхарой (яп. 梅原多絵), внучкой известного японского художника Рюдзабуро Умэхара. По утверждению автора книги «История порножурналов эпохи Сёва», Рюдзабуро сам присутствовал на фотосессии внучки и подсказывал фотографу, с какого угла лучше снимать, чем ставил всех в неловкое положение. Вступительное слово для альбома написала известная актриса Хидэко Такаминэ. Несмотря на то, что работа создавала прецедент, она не была чересчур провокационной: черно-белые фотографии были выполнены в стиле натурализма и содержали снимки юной девушки на лоне природы с небольшим вкраплением элементов эротики, без полного фронтального обнажения (половые органы девочки были продемонстрированы лишь в довыпущенной делюкс-версии). Кадзуо Кэммоти был экспертом по половому воспитанию и проблемам с наркотиками среди молодёжи. Его фотоальбом был выпущен издательством «Нобель» (にノーベル書房), которое годом ранее опубликовало книгу «Руководство в зрелость: шведское половое воспитание» (成熟への導き : スエーデンの性教育). Фотоальбом был переиздан в 1970 году, в том же году «Нобель» опубликовало фотоальбом «Первая любовь в 16 лет» (ロマネスク 初恋十六歳) фотографа Кацукава Огава (小川勝久). Ещё один фотоальбом увидел свет благодаря издательству «Гэндай Ситёся» (現代思潮社), которое издало работу «О, девственница» (おおヴァージン) фотографа Харэко Кумэ (久米晴子).
Куда больший резонанс вызвал фотоальбом «Маленький июль», снятый Кэнъитиро Оямой и выпущенный издательством «Якку Сёрюся» (ヤック翔龍社) в 1971 году. В ноябре того же года сразу несколько периодических журналов опубликовали фотографии, выполненные Оямой: статья «Первая волна, 11 лет» была опубликована в «Женском еженедельнике» (週刊女性自身) 11 сентября 1971 года, в ноябре 1971 года «Современный ежемесячник» (月刊現代) опубликовал фотографии под заголовком «11-летняя нимфа», ещё одна работа Оямы под названием «Цветущий цветок по имени Ядусуо» (яп. 亜津佐という名の花が咲く) была опубликована в еженедельнике Heibon Punch 1 ноября 1971 года. Резонанс работ Оямы был настолько велик, что даже авторитетная газета «Майнити симбун» посвятила полосу работам Оямы с кричащим заголовком: «Ей всего 11 лет. Как вырастить её в этом мире, полном секса?».
Следующей заметной работой стала фотокнига «Алиса» Хадзимэ Саватари (выпущена в 1973 году). Идея книги возникла благодаря редактору Bessatsu Gendai Shitechou (японский поэтический журнал) Сигэо Кувабаре, который предложил поэтам, художникам и иллюстраторам проект по работам Льюиса Кэрролла об Алисе. Эндрю Сандерс (координатор фотосессии в Великобритании) переслал фотографии претенденток на роль Алисы, но свой окончательный выбор модели фотограф сделал после личного знакомства с девочкой. К этому времени Саманта Гейтс (англ. Samantha Gates), которой исполнилось всего семь лет, приобрела известность, появившись обнаженной на обложке альбома Houses of the Holy группы Led Zeppelin. Вместе с братом она также много снималась в коммерческой рекламе. Книга фотографий «Алиса», в которой Саманта появилась в вызывающих позах, принесла Саватари известность, как в Японии, так и за рубежом.
В 1974 году в журнале GORO были опубликованы обнажённая 13-летняя Каору Асида (芦田かおる) и полуобнажённая 11-летняя Куми Саэгуса (小枝草久美), сфотографированные Кисином Синоямой.
Следующие фотобуки с несовершеннолетними моделями были выпущены в 1977 году. Их автором выступила Сумико Киёока. В отличие от Саватари, который находился в начале творческой карьеры, Киёка была уже хорошо известным фотографом, специализировавшимся на портретных и репортажных фото. Её работы продолжали традицию натуралистической эротики, которая была заложена Кадзуо Кэммоти и Кэнъитиро Оямой.

### 1979—1984: бум лоликона
Работы Саватари и других авторов создали прецедент, но не породили бум на подобную продукцию. Однако при этом спрос на детскую эротику постепенно рост, с 1977 года в Японию стали проникать такие нудистские журналы, как Nudist Moppets с изображением детей на нудистских пляжей, а с 1978 года стали импортироваться и журналы, которые демонстрировали сексуальные акты с детьми (произведённые главным образом в Дании и Голландии). В 1977 году свет увидел фотобук «Маленькие фантазёрки» Такао Ямаки, который демонстрировал нагими пять японских девочек. Возраст моделей и их съёмка в голом виде с прямого фронтального ракурса вызвали огромный резонанс в Японии, что позволило книге разойтись многотысячным тиражом. «Щёлки были отчётливо видны, и этот фотобук искали по всей Японии», — вспоминал писатель Кадзуо Симидзу. Концепцию изображения пяти девочек быстро переняли другие авторы и уже в том же году появляются «Маленькие феи» Ёдзи Исикавы, а вслед за ними — «Маленькие ангелы» Масаёси Кондо, «Феи-близнецы Джумер» Кэнъитиро Оямы, «Девушки» Гаро Айды и «Маленькие парижанки» Такаси Куромацу. В это же время в Японии издаются и работы французских мастеров с той же концепцией: «Стихи о феях графа де Фе» Жака Барбулона и «Пять милых русалок» Патрика Морана.
В начале 1980-х количество эротических фотобуков с участием несовершеннолетних неуклонно росло, к публикации работ данного жанра обратились крупные издательства, такие как Эйти сюппан, Санва сюппан, Мирион сюппан и Такэсёбо, а также именитые фотографы. В 1984 году издательство Эйти выпустило три коммерчески успешных фотобука, которые стали известные как «Трилогия Эйти» (яп. 英知3部作): «Девушка в стране чудес» (яп. 不思議の国の少女) с участием Юки Хаями (яп. 早見裕香) от фотографа Хироми Аямон (яп. 彩紋洋実), «Ты сияешь» (яп. 君はキラリ) с участием Сиори Сувано (яп. 諏訪野しおり) от фотографа Тэруо Маэбы (яп. 前場輝夫) и «Цвет сердца» (яп. 心のいろ) с участием Ори Канако (яп. 織絵可南子) от фотографа Такаси Куромацу (яп. 黒松隆).
Постепенный рост популярности отдельных моделей привёл к формированию индустрии айдолов, которая во многом была схожа с индустрией поп-айдолов, которая также набирала популярность в то время. В рамках этого тренда фотографы либо эксклюзивно снимали с моделью несколько работ на протяжении короткого времени, либо сотрудничали с ней на протяжении нескольких лет (с ранних лет и до того времени, когда повзрослевшая модель теряла свою популярность). Наиболее популярными моделями той эпохи стали Нодзоми Курахаси (начала сниматься в 10 лет, фотограф — Хироми Аямон), Мидзуки Ямадзоэ (начала сниматься в 12 лет, фотограф — Масаёси Кондо), Маю Ханасаки (фотограф — Сумико Киёка).
В качестве редкого исключения эротические фотобуки выпускали несовершеннолетние айдолы и тарэнто, которые уже обладали популярностью в мейнстримовом шоу-бизнесе, никак не связанном с эротикой. Такими редкими примерами пересечения мейнстрима и эротики стали фотобуки Аико Асано, Акино Сакурако, Хадзуки Когурэ, Маюми Ёсиоки и Маико Каваками (川上麻衣子). Ами Ямадзаки и Сатоми Каваи, которые впервые снялись в эротических фотобуках в 13 и 17 лет соответственно, впоследствии стали порноактрисами.
Параллельно художественным фотобука, которые создавались именитыми фотографами, детская эротика стала предметом малобюджетных андеграундных журналов, которые не интересовались эстетической стороной фотографии, а всецело были сосредоточены на фиксации детской наготы. Одним из журналов подобной направленной стал Hey! Buddy (в пер. с англ. — «Эй, дружок!»), который был основан в 1980 году и являлся рядовым мужским журналом, но начиная с 1982 года под влиянием новоприбывшего автора Масааки Аоямы стал активно публиковать спорный материал, в том числе обзоры на видео с детским порно и руководства о том, как находить и склонять к сексу несовершеннолетних девушек. Кроме того «Эй, дружок!» стал активно предоставлять платформу для фотопубликаций своих читателей, которые фотографировали несовершеннолетних девочек на школьных площадках, пляжах и других публичных местах. В период своего расцвета тираж журнала составлял от 70 000 до 80 000 копий.

### 1984—1987: первые запреты
Ещё в 1974 году наблюдатель New York Times отмечал, что японцы, которые столкнулись с бумом порнографии, оказались перед лицом юридического казуса: конституция Японии запрещает цензуру в стране, однако таможенный закон запрещает ввоз «непристойных» материалов, что входит в прямое противоречие с Конституцией.
В декабре 1984 года Верховный суд Японии в лице судьи Рокуро Симатани в деле о таможенном досмотре в Саппоро подтвердил конституционность таможенной цензуры в отношении изображения детских половых органов: истец, который в 1974 году был задержан при массовом ввозе детской эротики с Америки не смог доказать, что по отношению к нему была применена цензура, тем самым был создан прецедент, при котором изображение низа живота в фотобуках с детьми объвлялось непристойным (子どもの写真でも、下腹部が露骨に写ったものは、わいせつ). Однако это не повлекло прямых запретов, поскольку, по словам следователей, опрошенных газетой, «судить о том, является ли маленькая девочка или её нагота непристойными, сложно из-за „свободы слова“».
На острове Сайпан (Северные Марианские Острова) в январе 1985 года в процессе съёмок фотобука для издательства Мирион фотограф Такао Ямамото и вся съёмочная команда были задержаны, доставлены в полицейское отделение, оштрафованы и выдворены из страны.
В сентябре того же 1985 года предупреждение от властей получил спецвыпуск журнала «Hey! Buddy» под названием Lolicon Land VIII (ロリコンランドVIII). В ответ на это в ноябрьском номере того же года Цунэтоси Такакува (яп. 高桑常寿), редактор Hey! Buddy, объявил о прекращении выпуска журнала:

Спустя три года оказалось, что лоликон = «щёлки». Никакая информация или её подача не могут соперничать с щелью [детского влагалища]. Большинство читателей просто жаждали увидеть гениталии, а это непристойно. Однако благодаря этому другой, менее интересный контент также получил право на существование. Запрет специального выпуска Lolicon Land этого журнала знаменует конец эпохи. Похоже, власти пришли к выводу, что «щёлки» непристойны. Лоликон-журнал, в котором больше нет «щёлок», больше не может называться лоликон-журналом. Это было прекрасное время, когда я получал удовольствие от того, что работал с лоликоном, но теперь это время прошло. Спасибо всем читателям и всем участникам.Оригинальный текст (яп.)三年ほどで、得た結論は、ロリコン＝ワレメでした。どんな情報も企画も一本のワレメには勝てません。読者のほとんどが性器が見たくてしかたのない、単なるスケベでした。しかし、その大多数の読者のおかげで、マイナーでイコジな読物の頁がささえられてきました。ところが本誌増刊「ロリコンランド」の発禁で時代が変わりました。ワレメはワイセツであるとの当局の結論が下されたようです。ワレメが見えないロリコン雑誌はもはやロリコン雑誌とは呼べません。僕自身ロリコンを扱う事にアキアキしていた時期でもあり、以後ロリコン誌とは呼べなくなるHBを終刊する事にしました。読者のみなさま、そして関係者のみなさま、ありがとうございました。

В мае 1987 года 1-й отдел безопасности столичного департамента полиции отправил предупреждение издателю фотожурнала Petit Tomato, связанное с подозрением в продаже непристойных рисунков.
Журнал Petit Tomato впервые был опубликован в октябре 1957 года. К январю 1987 года вышло 42 ежемесячных журналов, а также отдельные и специальные выпуски, которые продавались в обычных книжных магазинах. Все они содержали фотографии обнажённых несовершеннолетних девочек. Тираж каждого выпуска составлял около 20 000 экземпляров. В ходе расследования 1-й отдел безопасности определил, что 27 фотографий были непристойными. Автор фотографий, Сумико Киёока, заявила, что «не осознавала, что это было нарушением закона» и выразила сожаление о произошедшем. Издательство KK Dynamic Cellars (Ｋ・Ｋダイナミックセラーズ) в январе того же года прекратила продажу журнала. Сама же Киёока после этого выпустила всего одну работу, фотоальбом «Секрет ангела» (天使のひみつ). В 1991 году она скончалась в возрасте 70 лет.
В августе 1989 года газета «Асахи симбун» посвятила большую статью индустрии детской эротике. Журналист газеты взял интервью у 52-летнего Мицуёси Осаки (尾坂光義), который за три года снял около 50 фильмов с несовершеннолетними моделями. Наиболее успешным и популярным был фильм «Девичья поэма» (乙女の詩) при участии 14-летней Нами Сацуки (五月なみ). Мицуёси признавался, что искал моделей повсюду: на улицах, в парках и на пляжах, за съёмку он платил минимум 250 000 йен, однако иногда материал ему продавали и любители-энтузиасты, которые снимали обнажёнными не только соседских детей, но и собственных дочерей. В статье отмечалось, что лоликон-продукция чрезвычайно популярна и открыто продаётся в магазинах, однако её тиражи постепенно падают с момента достижения пика в 1983 году. На это повлиял, как и достаточно однообразное содержимое материалов, так и громкий случай с маньяком-педофилом Цутому Миядзаки, которых всколыхнул Японию и заставил пересмотреть отношение к детской эротике.

| Список фотобуков с участием моделей моложе 18 лет (1969—1989 годы) | Список фотобуков с участием моделей моложе 18 лет (1969—1989 годы) | Список фотобуков с участием моделей моложе 18 лет (1969—1989 годы) | Список фотобуков с участием моделей моложе 18 лет (1969—1989 годы)                                   | Список фотобуков с участием моделей моложе 18 лет (1969—1989 годы) | Список фотобуков с участием моделей моложе 18 лет (1969—1989 годы) |
| Дата                                                               | Фотограф                                                           | Фотобук | Модель                                                                                               | Возраст                                                            | Издательство |
| ------------------------------------------------------------------ | ------------------------------------------------------------------ | --- | --- | ------------------------------------------------------------------ | --- |
| 1969.11 1970.02 1971.06 1977.08 1978.12 1981.11                    | Кадзуо Кэммоти яп. 剣持加津夫                                      | Нимфа. 12-летняя легенда (яп. ニンフェット 12歳の神話) Нимфа. 12-летняя легенда. Делюкс-версия (яп. 12歳の神話 デラックス版) Европа. 12-летняя легенда (яп. エウロペ 12歳の神話) 12-летняя легенда (яп. エウロペ 12歳の神話) Европа. 12-летняя легенда (яп. エウロペ 12歳の神話 II) Миф о девушке (яп. 少女神話) | Таэ Умэхара яп. 梅原多絵                                                                             | 12 лет                                                             | Нобель (яп. ノーベル書房) Нобель (яп. ノーベル書房) Самсунг (яп. 三星社書房) Бронза (яп. ブロンズ社) Бронза (яп. ブロンズ社) Dynamic Sellers (яп. ダイナミックセラーズ) |
| 1970.06                                                            | Харэко Куме яп. 久米晴子                                           | О, девственница! яп. おお！ヴァージン | неизв.                                                                                               |                                                                    | Гэндай синся яп. 現代新社 |
| 1970.07                                                            | Кацукава Огава яп. 小川勝久                                        | Первая любовь в 16 лет яп. 初恋16歳 | неизв.                                                                                               | неизв.                                                             | Изд-во «Нобель» яп. ノーベル書房 |
| 1971 1983.09                                                       | Кэнъитиро Ояма яп. 大山謙一郎                                      | Маленькая Джулай англ. The Little July Девушка в лучах света яп. 光の中の少女 | 大上亜津佐                                                                                           | 12 лет                                                             | (яп. ヤック翔龍社) (яп. 壱番館書房) |
| 1973.12                                                            | Хадзимэ Саватари яп. 沢渡朔                                        | Девочка Алиса яп. 少女アリス | Саманта Гейтс англ. Samantha Gates                                                                   |                                                                    | |
| 1977.10                                                            | Сумико Киёока яп. 清岡純子                                         | Святая девушка яп. 聖少女 | Рика Яги яп. 八木リカ                                                                                |                                                                    | |
| 1979.04                                                            | Сумико Киёока яп. 清岡純子                                         | Святая девушка II яп. 野菊のような少女（聖少女 Part II） | Кикуко Фурусато яп. 古里菊子                                                                         |                                                                    | |
| 1979.06                                                            | Такао Ямаки яп. 山木隆夫                                           | Маленькие фантазёрки англ. Little Pretenders | Хироми, Ёко, Юки, Юмико, Маюми англ. Hiromi, Yoko, Yukie, Yumiko, Mayumi                             |                                                                    | |
| 1979.11                                                            | Ёдзи Исикава яп. 石川洋司                                          | Маленькие феи фр. les Petites F’ees | Софи, Лаура, Энн, Анджелина, Кристин яп. ソフィ, ローラ, アン, アンジェリーナ, クリスティーヌ        |                                                                    | |
| 1979.11                                                            | Хадзимэ Саватари яп. 沢渡朔                                        | Алиса из моря яп. 海からきた少女 | Саманта Гейтс англ. Samantha Gates                                                                   |                                                                    | |
| 1979.12                                                            | Ёдзи Исикава яп. 石川洋司                                          | Девочка яп. 少女 | Софи и др. яп. ソフィほか                                                                            |                                                                    | |
| 1979                                                               | Ирина Ионеско англ. Irina Ionesco                                  | THE BEST NUDES 3 яп. 妖のエロス－世界のベストヌードシリーズ THE BEST NUDES 3 | Ева Ионеско англ. Eva Ionesco                                                                        |                                                                    | |
| 1980.03                                                            | Сумико Киёока яп. 清岡純子                                         | Собака и девушка: Святая девушка III яп. 犬と少女（聖少女 Part III） | Кэйко Така яп. 高桂子                                                                                |                                                                    | |
| 1980.03                                                            | Масаёси Кондо яп. 近藤昌良                                         | Маленькие ангелы яп. Little Angels 少女の詩 | Фумико (Юкари), Хитоми, Сигэми и другие яп. FUMIKO（ゆかり）, HITOMI, SIGEMI ほか                    |                                                                    | |
| 1980.05                                                            | Сумико Киёока яп. 清岡純子                                         | О, девочка яп. ああ、少女 | Кикуко и другие яп. 菊子ほか                                                                         |                                                                    | |
| 1980.05                                                            | Ёдзи Исикава яп. 石川洋司                                          | Фея любви Софи яп. 愛の妖精 ソフィ | Софи яп. ソフィ                                                                                      |                                                                    | |
| 1980.06                                                            | Ёдзи Исикава яп. 石川洋司                                          | poupee играющие девочки яп. poupee 戯れる少女たち | Женевьева, Эли, Агнес, Деннис, Летисия яп. ジュヌビェーヴ, エリィー, アグネス, デニス, レティシア    |                                                                    | |
| 1980.09                                                            | Кэнъитиро Ояма яп. 大山謙一郎                                      | Феи-близнецы Джумер яп. 双子の妖精 ジュメール | Хидэ и Фуса (сёстры Эми и Юми Накано) яп. ヒデ・フサ（中野エミ・ユミ）                               |                                                                    | |
| 1980.10                                                            | Жак Барбулон фр. Jacques Bourboulon                                | Стихи о феях графа де Фе яп. コント・ド・フェ 妖精たちの詩 | Николь и другие яп. ニコルほか                                                                       |                                                                    | |
| 1980.11                                                            | Гаро Аида яп. 会田我路                                             | Девушки яп. 少女 | сёстры Накано, Нана Ямада и др. яп. 中野エミ・ユミ,山田奈々 ほか                                     |                                                                    | |
| 1980.11                                                            | Такаси Куромацу яп. 黒松隆                                         | Маленькие парижанки яп. 小さなパリジェンヌたち | неизвестно                                                                                           |                                                                    | |
| 1981.03                                                            | Сумико Киёока яп. 清岡純子                                         | Танец / Девушка (Священная девушка, часть IV) яп. 舞・少女（聖少女 Part IV） | Юкико, Соно, Цукико, Ханако яп. 園夕喜子・津季子・覇奈子                                             |                                                                    | |
| 1981.04 1981.05 1981.06 1981.07 1982.05                            | Гаро Аида яп. 会田我路                                             | ROMANCE прелюдия пяти девушек яп. ROMANCE 五人の少女の前奏曲 | сёстры Накано и др. яп. 中野ユミ・エミ,加藤圭子（由香里）,青木ゆみ子,大山絵美                        |                                                                    | |
| 1981.04                                                            | Сумико Киёока яп. 清岡純子                                         | Сад белых роз, часть I яп. 白薔薇園 Part1 | Марико Таки, Маюми Такара, Кэйко Окадзато и другие яп. 滝万里子,たからまゆみ,丘里景子（梶原香） ほか |                                                                    | |
| 1981.04                                                            | Патрик Моран англ. Patrick Moran яп. パトリック・モラン            | Пять милых русалок яп. 五人の可愛い人魚たち | неизвестно                                                                                           |                                                                    | |
| 1981.07                                                            | Исаму Маруяма яп. 丸山勇                                           | Зелёный дуэт яп. 青のデュエット | Ёко, Миэ яп. ヨーコ,ミエ                                                                             | неизвестно                                                         | Риппу Сёбо яп. 立風書房 |
| 1981.10                                                            | Аяко Паркс англ. Ayako Parks яп. アヤコ・パークス                  | Мои феи. Девочки из Сан-Клементе яп. MY FAIRY サンクレメンテの少女たち | Шера, Лин и другие яп. シェーラ,リーン ほか                                                          | неизвестно                                                         | Такэсёбо яп. 竹書房 |
| 1982.03                                                            | Ёдзи Исикава яп. 石川洋司                                          | Любовь яп. 愛 | неизвестно                                                                                           | неизвестно                                                         | Dynamic Sellers яп. ダイナミックセラーズ |
| 1982.06                                                            | Патрик Моран англ. Patrick Moran яп. パトリック・モラン            | Лолита, часть 2 яп. ロリータ Part2 | неизвестно                                                                                           | неизвестно                                                         | Тоситосэйкацуся яп. 都市と生活社 |
| 1982.09                                                            | Сидзуки Обути яп. 大渕静樹                                         | Девушка улыбается яп. 微笑む少女 | неизвестно                                                                                           | неизвестно                                                         | Dynamic Sellers яп. ダイナミックセラーズ |
| 1982.09                                                            | Масаёси Кондо яп. 近藤昌良                                         | KAORUKO | Каоруко Танака яп. 田中薫子                                                                          | 6-10 лет                                                           | Мирион сюппан яп. ミリオン出版 |
| 1983.01                                                            | Соэцу Отомо яп. 大友正悦                                           | Сатоми, 10-летняя легенда яп. さとみ十歳の神話 | Сатоми Хиромото яп. 廣本悟己                                                                         | 10 лет                                                             | Тайрику сёбо яп. 大陸書房 |
| 1983.06                                                            | Масаёси Кондо яп. 近藤昌良                                         | Двенадцатилетние песочные часы яп. 十二歳の砂時計 | Мидзуки Ямадзоэ яп. 山添みづき                                                                       | 12 лет                                                             | Гунъюся сюппан яп. 群雄社出版 |
| 1983.10                                                            | разные                                                             | Лолиты. Сёстры. яп. ロリータ SISTERS | разные                                                                                               | разные                                                             | Санва сюппан яп. 三和出版 |
| 1984                                                               | яп. 前場輝夫                                                       | яп. 君はキラリ | Сува Сиори {яп. 諏訪野しおり                                                                         | 15 лет                                                             | Эйти сюппан яп. 英知出版 |
| 1984.01                                                            | Сидзуки Обути яп. 大渕静樹                                         | Lolicon the World яп. ロリコン・ザ・ワールド | разные                                                                                               | разные                                                             | Санва сюппан яп. 三和出版 |
| 1984                                                               | Хироми Саимон яп. 彩紋洋実                                         | Алиса в стране чудес яп. 不思議の国の少女 | Юка Хаями 早見裕香                                                                                   | 15 лет                                                             | Эйти сюппан яп. 英知出版 |
| 1984                                                               | Така Куромацу яп. 黒松隆                                           | Цвет души яп. 心のいろ | Канако Ориэ 織絵可南子                                                                               | 15 лет                                                             | Эйти сюппан яп. 英知出版 |
| 1984.08                                                            | Соэцу Отомо яп. 大友正悦                                           | Девушка Сатоми. Peek・A・Boo！ яп. 少女さとみ Peek・A・Boo！ | Сатоми Хиромото яп. 廣本さとみ                                                                       | 15 лет                                                             | Мирион сюппан яп. ミリオン出版 |
| 1984.09                                                            | разные                                                             | Лолита friend яп. ロリータふれんど | разные                                                                                               | разный                                                             | Санва сюппан яп. 三和出版 |
| 1984.12                                                            | Соэцу Отомо яп. 大友正悦                                           | Девушка Сатоми. FLY-A-WAY яп. 少女さとみ FLY-A-WAY | Сатоми Хиромото яп. 廣本さとみ                                                                       | 15 лет                                                             | Мирион сюппан яп. ミリオン出版 |
| 1985.04                                                            | разные                                                             | Специальное издание Beppin Lolita Scramble яп. Beppin増刊 ロリータ・スクランブル | разные                                                                                               | разные                                                             | Эйти сюппан яп. 英知出版 |
| 1985.12                                                            | Син Ямагиси яп. 山岸伸                                             | 15-летняя девочка мадонна яп. 15歳少女マドンナ | Хироко Сибуя 渋谷浩子                                                                                | 15 лет                                                             | Эйти сюппан яп. 英知出版 |
| 1985.12                                                            | Госуги Юдзи яп. 五杉優次                                           | 13-летняя восхищённая Идзуми Морино яп. 13歳のときめき森野いづみ | Идзуми Морино яп. 森野いづみ                                                                         | 13 лет                                                             | Санва сюппан яп. 三和出版 |
| 1988                                                               | Тэруо Маэба яп. 前場輝夫                                           | 1500-дневная сеть яп. 1500日のネットワーク | Сува Сиори {яп. 諏訪野しおり                                                                         | 17 лет                                                             | Эйти сюппан яп. 英知出版 |

### 1990—1999: второй бум лоликона
Фотоальбомы обнаженных девушек, которые пришли в упадок во второй половине 1980-х гг., снова приобрели популярность в 1990-х, знаменуя наступления «второго бума лоликона». Основной движущей силой стал журнал Alice Club, основанный в декабре 1988 года, средний тираж которого составлял 50 000 экземпляров. Основное внимание журнал уделял каталогизации и систематизации истории лоликон-движения 80-х гг., а также популяризации работ Ясуси Рикитакэ — наиболее активного лоликон-фотографа 1990-х гг. Свою профессиональную деятельность Рикитакэ начинал как оператор в команде Сумико Киёоки, в 1990-е год он снял свыше 200 фотобуков с несовершеннолетними моделями, часть из них сопровождались видео. Наибольшую известность среди работ фотографа приобрели произведения с участием Рики Нисимуры — тайской девочки, которую родители продали фотографу из-за крайней бедности. Рикитакэ фотографировал Рику с восьми до двадцати двух лет.
| 1993 | Специальное приложение к № 1 яп. アリスクラブ1月号増刊号   | Король приключений Алисы яп. アリス冒険王                                  |     |
| 1994 | Специальное приложение к № 5 яп. アリスクラブ5月号増刊号   | Алиса Детектив яп. アリス探偵団                                            |     |
| 1994 | Специальное приложение яп. アリスクラブ号増刊号            | Официальное видео-руководство Alice Club яп. アリスクラブ 公式ビデオガイド |     |
| 1995 | Специальное приложение к № 11 яп. アリスクラブ11月号増刊号 | Официальное видео-руководство Alice Club яп. アリスクラブ 公式ビデオガイド |     |
| 1997 | Специальное приложение к 2 яп. アリスクラブ2月号増刊号     | Элис Клаб. Экранный король 2 яп. アリスクラブ画面王2                       | 180 |
| 1997 | Специальное приложение к № 4 яп. アリスクラブ4月号増刊号   | Секретный гид Алисы по запрещённому видео яп. アリスクラブ秘ビデオガイド   |     |

### 1999—2000: окончательный запрет
Под давлением международных организации в 1999 году в Японии был принят «Закон о регулировании и наказании за действия, связанные с детской проституцией и детской порнографией, и о защите детей». В данном Законе (статья 2) под термином «детская порнография» понимаются «фотографии, на носителе записи, содержащем электромагнитные записи (любая запись, которую получают при помощи электронных, магнитных или любых других средств, использующихся для обработки данных с помощью компьютера) или на любом другом носителе, которые изображают позу ребёнка, подпадающую под любой из следующих пунктов:
1. любая поза ребёнка, вовлеченного в половой акт или в любое поведение, подобное половым сношениям;
2. любая поза ребёнка, к половым органам которого прикасается другое лицо или ребёнок, касающийся половых органов другого человека, чем возбуждает или стимулирует сексуальное желание у зрителя;
3. любая поза ребёнка полностью или частично обнаженного, которая возбуждает или стимулирует сексуальное желание у зрителя».

В статье 7 вышеуказанного Закона говорится также о наказании за распространение порнографических материалов с изображением несовершеннолетних. В соответствии с пунктами 1 и 2 данной статьи любое лицо, производящее и хранящее детскую порнографию, приговаривается к лишению свободы сроком до трех лет или штрафом в размере до трех миллионов иен. В соответствии с пунктами 4-6 любое лицо, которое предоставляет детскую порнографию неопределенному кругу лиц, демонстрирует её в общественных местах, импортирует, экспортирует в страну, приговаривается к лишению свободы с принудительной физической работой на срок до пяти лет или штрафом в размере до пяти миллионов иен.
Первые подвижки в сторону полного запрета на владение и распространение детской эротики начались только спустя 10 лет. В 2011 году правительство Киото заняло жесткую позицию в отношении хранения детской эротики. В октябре 2011 года префектура приняла постановление о наложении штрафов и возможном тюремном заключении. Согласно Асахи симбун, в июле 2012 года в Киото полиция префектуры арестовала четырёх мужчин, которые покупали в Интернете DVD-диски с детским порно. Подобные аресты были произведены впервые в послевоенной Японии. Окончательно запрет на хранение детской эротики был введён только в 2014 году всё так же под давлением Организации объединённых наций. Положение вошло в силу в июле 2015 года, тем самым предоставив владельцам детской эротики год для сбыта материалов.

### 2000—2014: тяйдору и тяку-эро
Параллельно с откровенной эротикой в Японии с начала 80-х годов развивалась «эротика в одежде», или тяку-эро (яп. 着エロ), то есть такая эротика, где модели не оголялись, но фотографировались в купальниках или коротких юбках, в вызывающих позах, c акцентом на половых органах. С начала 90-х гг. в тяку-эро стали появляться и несовершеннолетние тяйдору (яп. チャイドル) — дети-айдолы, несовершеннолетние (10-15 лет) участники поп-групп или просто дети-знаменитости. Одними из первых тяйдору, появившихся в тяку-эро, были Дзюнко Кавада (14 лет), Риса Кавамура (13 лет), Ёко Мицуя (12 лет) и др. В начале 2000-х годов жанр пережил новый бум, это произошло во многом благодаря работам ветерана эротической фотографии Гаро Айды, который открыл одну из наиболее популярных тяйдору той эпохи — Сааю Ириэ.
«Закон о защите детей» 1999 года не коснулся тяку-эро, хотя международные наблюдатели относили этот вид фотографии к детской эротике. В докладе Совета по правам человека Генеральной Ассамблеи ООН от 3 марта 2016 года (A/HRC/31/58/Add.1) отмечалось:

 Несмотря на ужесточение законодательства, материалы, демонстрирующие надругательство над детьми, по-прежнему можно найти и купить в Японии, например, в магазинах в районах индустрии развлечений, таких как Акихабара. Одной из категорий материалов, эксплуатирующих детей и доступных в сфере развлечений и секс-индустрии, является тяку-эро, или детская эротика, которая являет собой фотографии и другие материалы, изображающие детей младшего школьного возраста (в возрасте от 7 до 12 лет) в сексуально провокационных позах. Материал считается легальным, потому что дети не обнажены, несмотря на явный акцент на их половых органах, что может вызывать сексуальное возбуждение по отношению к несовершеннолетним.
Несмотря на то, что юридическая база Японии не претерпела изменений, бум тяйдору постепенно сошёл на нет, что во многом было связано с редакционной политикой издательств, которые старались самостоятельно накладывать всё больше ограничений на спорный материал.